# ILLUSION (ゲームブランド)
ILLUSION（イリュージョン）は、かつて存在した株式会社アイワンのアダルトゲームブランド。略して「イリュ」と呼ばれることもあった。

## 略歴
1992年にハート電子産業の新ブランドとして発足後、1996年に株式会社アイワンが設立された。ハート電子産業から独立したメーカーとして株式会社インターハートがある。“視覚的エンターテイメント”としての意味合いがブランド名の由来にある。
設立当初は、一般的なアダルトゲームを作成していたが、1995年5月18日に初の3DCGアダルトゲーム『監禁』を発売、1997年2月14日に発売された『魔界』より、キャラクターや背景などに3DCGを多用するようになり、2001年8月24日発売の『INTERACT PLAY VR』以降の作品から、ユーザーのPC上でのリアルタイム描画の3DCGを主に扱うようになっている。これらのことより3DCGブランドとして知られるようになった。
主人公になりきって直接操作、体感するタイプのゲームジャンルの製作も多く、2017年2月に発売された仮想現実ゲーム『VRカノジョ』のヒットでも知られる。同年7月には『VRカノジョ』に関連したハッカソンが開かれたほか、VRコンテンツを中心に扱うブランド「ILLUSION VR」（のちのIVR）の設立が発表された。
イリュージョンコアやイリュージョンプロ、Vision、MOTION、Dreams、mixwill soft、TEATIME、FULLTIMEといった多くの姉妹ブランドが存在していたが、最後まで活動していたのはILLUSIONとIVRのみである。なお、TEATIMEとFULLTIMEについては、公式ホームページのトップページに姉妹ブランドとしてリンクされている。
2023年8月18日をもって、一切の作品の開発・販売を終了。また、同年8月4日にはILLUSION開発チームのTwitterアカウントが新規メーカー「ILLGAMES」名義に更新され、ILLUSIONと同様の3D美少女ゲームメーカーとして活動を開始することが発表された。ただし、ILLUSION側は「後継会社は存在しない」と発表しており、作品に関する権利は引き継がれず、これまでの作品は全て予定通り終売となる。

## 作品一覧
姉妹ブランドのVision、MOTION、Dreams、mixwill softも説明する。TEATIMEとFULLTIMEはTEATIMEを参照。☆は非3DCG作品。

### ILLUSION
イリュージョンコア、イリュージョンプロを含む。
- 1993年4月1日 - エンジェルアーミー ☆
- 1993年8月27日 - 性戦士もっこりまん ☆
- 1993年11月20日 - 牌牌遊戯 ☆
- 1994年3月25日 - 闇の稜線 ☆
- 1994年6月24日 - もっこりまんRPG ☆
- 1994年11月2日 - 鬼頭島女子刑務所 ☆
- 1995年3月1日 - 柔肌美少女 ☆
- 1995年3月10日 - レッドコブラ ☆
- 1995年5月18日 - 監禁
- 1995年8月11日 - 乱交女体釣り 〜もっこりまんのナニでヌシ釣り〜 ☆
- 1995年12月15日 - エーゲ海の雫 ☆（一般向け作品[6]）
- 1996年5月24日 - 裏マンション発禁 ☆
- 1996年6月28日 - まんぐり ☆
- 1996年9月13日 - 漂流 ☆
- 1996年10月25日 - 生本 ☆
- 1997年2月14日 - 魔界
- 1997年12月26日 - DES BLOOD
- 1998年8月28日 - 過激ゲーム（1）【（1）は正式には➀である。】 ☆
- 1998年11月6日 - DES BLOOD2
- 1999年5月14日 - 尾行 〜夜の帰り道〜
- 2000年3月10日 - DES BLOOD3
- 2000年9月14日 - BRUTISH MINE
- 2001年1月12日 - 〜リバーシブルフェイス〜 尾行２
- 2001年3月9日 - ですぶら運動会 〜イシスの逆襲〜
- 2001年6月29日 - レクイエムハーツ 〜監禁〜
- 2002年4月19日 - Battle Raper
- 2002年9月13日 - DES BLOOD4 〜LOST ALONE〜
- 2003年3月28日 - DBVR
- 2004年1月30日 - 尾行3
- 2004年6月25日 - A-GA 〜激動の惑星〜
- 2004年11月26日 - 人工少女2
- 2005年4月22日 - Battle RaperII 〜THE GAME〜
- 2005年11月25日 - おっぱいスライダー2
- 2006年4月21日 - レイプレイ
- 2006年9月29日 - Sexyビーチ3
  - 2006年12月15日 - Sexyビーチ3キャラクター追加DISC
- 2007年5月25日 - すくぅ～るメイト
- 2007年11月30日 - 人工少女3
  - 2008年5月30日 - 人工少女3 はんなり
- 2008年10月10日 - 箱 -はこ-
- 2009年2月27日 - すくぅ～るメイト Sweets!
- 2009年5月29日 - @ふぉーむメイト
- 2009年10月2日 - 勇者からは逃げられない!
- 2010年2月19日[7] - リアル彼女
- 2010年6月25日 - すくぅ～るメイト2
  - 2010年8月20日 - でじたるメイト【DL専売】
- 2010年10月29日 - SexyビーチZERO
- 2011年2月18日 - ベストコレクション 艶 〜ツヤ〜
- 2011年2月18日 - ベストコレクション 淫 〜ミダラ〜
- 2011年6月10日 - ジンコウガクエン
- 2011年11月11日 - ワケあり!
- 2012年2月24日 - ラブガール 〜魅惑の個人レッスン〜
- 2012年3月9日 - ベストコレクション悶 〜もだえ〜
- 2012年5月25日 - 俺が主人公
- 2012年10月12日 - ハッピーエンドトリガー
- 2013年1月25日 - プレミアムプレイ 〜ダークネス〜
  - 2013年4月19日 - プレミアムスタジオPro
- 2013年7月26日 - むすメイク
- 2013年11月1日 - インモラル病棟
- 2014年3月7日 - リアルプレイ
- 2014年6月13日 - ジンコウガクエン2
  - 2014年8月29日 - ジンコウガクエン2 アペンドセット
  - 2014年10月31日 - ジンコウガクエン2 アペンドセットII
- 2014年12月26日 - ハーレムめいと
  - 2015年1月26日 - ハーレムめいと 追加衣装 スクールセット【DL専売】
- 2015年4月24日 - プレイクラブ
  - 2015年7月10日 - プレイクラブ追加データ+スタジオ
- 2015年9月11日 - Sexyビーチ プレミアムリゾート

（※ここまでの製品はWindows 10に正式対応しておらず、サポートも行われていない。）
- 2016年4月28日 - セクロスフィア
- 2016年9月9日 - ハニーセレクト
  - 2016年12月22日 - ハニーセレクト 性格追加パック -活発-
  - 2017年4月28日 - ハニーセレクト 〜パーティー〜
- 2017年2月28日 - VRカノジョ【DL専売】
- 2017年10月13日 - プレイホーム 家族崩壊
  - 2018年1月19日 - プレイホーム 追加データ+スタジオ
- 2018年4月27日 - コイカツ！
  - 2018年7月27日 - コイカツ！-性格追加パック-【DL版】
  - 2018年8月31日[8] - コイカツ！-性格追加パック-【DVD版】
  - 2018年12月21日 - コイカツ！ アフタースクール
- 2019年4月26日 - エモーション・クリエイターズ
- 2019年10月25日[9] - AI*少女
  - 2019年12月13日 - AI*少女 追加データ 狐巫女セット【DL専売】
  - 2020年1月17日 - AI*少女 追加データ サキュバスセット【DL専売】
- 2020年5月29日 - ハニーセレクト2 リビドー
  - 2020年6月5日- AI*少女/ハニーセレクト2 追加データ シスターセット【DL専売】
  - 2020年6月26日- AI*少女/ハニーセレクト2 追加データ ボンデージセット【DL専売】
  - 2020年10月30日 - ハニーセレクト2 リビドー DX[10]
- 2021年8月27日 - コイカツ！ サンシャイン
  - 2022年4月8日 - コイカツ！ サンシャイン エクステンション！
- 2022年9月30日 - ROOMガール[11]
  - 2023年4月28日 - ROOMガール PARADISE

### 番外
フォーゲストから販売された、様々な美少女ゲームメーカーとのコラボデジタルフィギュア・ジオラマツール・デスクトップマスコットシリーズ『きゃらコレ！』の企画制作も行っていた。
キャラクターの題材はほぼ成人向け作品ながら、『きゃらコレ！』自体はすべて一般向けとなる。
- 2010年10月29日 - きゃらコレ！ITちゃん（ニュースサイト「ねとらぼ」とのコラボ。同サイトの当時のマスコット「ITちゃん」を収録した、体験版としての色の強い無料配信版）
- 2010年12月3日 - きゃらコレ！-ALICESOFT-（『超昂閃忍ハルカ』から、鷹守ハルカと四方道ナリカが収録）
- 2010年12月17日 - きゃらコレ！-BaseSon-（『真・恋姫†夢想』から、劉備と関羽が収録）
- 2011年3月4日 - きゃらコレ！-Key-（『リトルバスターズ！』から、棗鈴、能美クドリャフカが収録）
- 2011年6月14日 - きゃらコレ！でんわのクロちゃん ミュージックプレイヤー（田中久仁彦の漫画『でんわのクロちゃん』から、クロちゃんを収録した、体験版としての色の強い無料配信版）
- 2011年7月1日 - きゃらコレ！-Lump of Sugar-（『タユタマ -Kiss on my Deity-』から、泉戸ましろと河合アメリが収録）
- 2011年9月30日 - きゃらコレ！-Whirlpool-（『涼風のメルト』から、椿捺菜と涼が収録）

### IVR
- 2018年8月1日[12] - Vカツ（Virtual Cast、バーチャルYouTuber支援ソフト、コイカツと非互換性・一般向け作品・基本プレイ無料）
- 2018年8月1日[13] - つんつんVR（一般向け作品・基本プレイ無料）
- 発売中止 - VRカノジョSUMMER VACATION（その後IVRの元スタッフで構成された「ALPHA-NEXT」から、キャラクターデザインなどが一部変更された一般向け作品『SUMMER VACATION』として2022年3月24日よりSteamにて配信された）
- 2021年6月24日[14] - VRカレシ（一般向け作品・基本プレイ無料）

### Vision
- 1997年4月18日 - 学園性白書 ☆
- 1997年6月12日 - 発情生 ☆
- 1997年11月7日 - 禁じられた遊び ☆
- 1998年5月22日 - 犬どもの地獄 ☆
- 1998年9月18日 - 学園性白書2 ☆
- 1999年3月5日 - 天使に恥辱の洗礼を… ☆
- 1999年7月23日 - 偽タクシー ☆
- 1999年11月5日 - 罠 〜TRAP〜 ☆
- 2000年4月14日 - 偽スカウト 〜偶像夢悲伝〜 ☆

### MOTION
- 1997年5月16日 - 淫欲の迷宮 ☆
- 1997年8月8日 - 唯香ちゃんとのべつまくなし
- 1998年4月10日 - 三夜物語 〜それぞれの思い出〜 ☆
- 1998年12月4日 - 淫獣のいけにえ ☆
- 1999年4月9日 - Surface Zone ☆

### Dreams
3DCG作品専門のブランド。
- 1999年8月6日 - 湾岸DREAM
- 2000年6月9日 - DANCING CAT's
- 2000年11月3日 - INTERACT PLAY
- 2001年8月24日 - INTERACT PLAY VR
- 2002年4月19日 - バトルレイパー
- 2003年7月11日 - Sexyビーチ2
  - 2003年9月12日 - ちくちくビーチ 〜みんな大好き〜

### mixwill soft
- 2004年1月23日 - もけもけ大正電動娘ARISA ☆
- 2004年9月3日 - おねパパ 〜Onegai PaPa!〜 ☆
- 2005年2月25日 - 乳房病棟 ☆

### PG Production
- 2014年11月14日 - PLAYGIRLS ～紗倉まな～
- 2014年11月14日 - PLAYGIRLS ～波多野結衣～

## 主なスタッフ
- 平井雄一 - キャラクターモデラーで、後にIVR設立に参加。『俺が主人公』にてディレクターデビューし、『VRカノジョ』リードキャラクターアーティストを務めた[15]。
- 大鶴尚之 - 『VRカノジョ』プロデューサー[16]。

## 問題
2006年に発売された『レイプレイ』に対し、2009年2月にAmazon.comでディーラーズ販売（Amazon.co.jpにおけるマーケットプレイス）されていた本作を、イギリス議会議員のキース・ヴァズが取り上げ、Amazon.comでの販売が中止となった。同年5月にはアメリカのフェミニズム団体「イクオリティ・ナウ」が日本での販売中止を求める抗議活動を起こし、日本国内でも報道された。同団体は日本政府の要人らに向けた「性暴力ゲーム」規制要求の抗議文を出すよう呼びかけている。